# Cyclisme aux Jeux d'Asie du Sud-Est de 2017
Navigation
Édition précédente Édition suivante
Le cyclisme aux Jeux d'Asie du Sud-Est de 2017 est représenté par trois disciplines : BMX, cyclisme sur route et sur piste. Les 20 épreuves (12 hommes et 8 femmes) ont lieu à Nilai et Putrajaya en  Malaisie, du 21 au 29 août 2017.

## Participants
- Brunei
- Cambodge
- Indonésie
- Laos
- Malaisie
- Birmanie
- Philippines
- Singapour
- Thaïlande
- Timor oriental
- Viêt Nam

## Médaillés

### Cyclisme sur route
| Épreuve                      | Or | Argent                                                                                               | Bronze                                                                    |
| ---------------------------- | --- | --- | ------------------------------------------------------------------------- |
| Hommes                       | | |                                                                           |
| Course en ligne              | Nawuti Liphongyu                                                                                               | Mohd Shahrul Mat Amin                                                                                | Mai Nguyễn Hưng                                                           |
| Contre-la-montre par équipes | Malaisie Muhammad Ameen Ahmad Kamal Muhammad Ameer Ahmad Kamal Mohd Fauzan Ahmad Lutfi Nik Mohd Azwan Zulkifle | Thaïlande Nawuti Liphongyu Peerapol Chawchiangkwang Phuchong Sai-udomsin Turakit Boonratanathanakorn | Viêt Nam Huỳnh Thanh Tùng Mai Nguyễn Hưng Nguyễn Trường Tài Trịnh Đức Tâm |
| Critérium                    | Harrif Salleh                                                                                                  | Thanawut Sanikwathi                                                                                  | Mohd Zamri Saleh                                                          |
| Femmes                       | | |                                                                           |
| Course en ligne              | Nguyễn Thị Thật                                                                                                | Jupha Somnet                                                                                         | Ayustina Delia Priatna                                                    |
| Critérium                    | Nguyễn Thị Thật                                                                                                | Jupha Somnet                                                                                         | Jutatip Maneephan                                                         |

### Cyclisme sur piste
| Épreuve               | Or                                                                                 | Argent                                                                                     | Bronze                                                                           |
| --------------------- | ---------------------------------------------------------------------------------- | ------------------------------------------------------------------------------------------ | -------------------------------------------------------------------------------- |
| Hommes                |                                                                                    |                                                                                            |                                                                                  |
| Kilomètre             | Muhammad Fadhil Zonis                                                              | Shah Firdaus Sahrom                                                                        | Elyas Yusoff                                                                     |
| Keirin                | Azizulhasni Awang                                                                  | Shariz Efendi Shahrin                                                                      | Muhammad Nur Fathoni                                                             |
| Vitesse               | Azizulhasni Awang                                                                  | Shah Firdaus Sahrom                                                                        | Jaturong Niwanti                                                                 |
| Vitesse par équipes   | Malaisie Mohd Shariz Efendi Shahrin Muhammad Fadhil Zonis Mohd Khairil Nizam Rasol | Thaïlande Pongthep Tapimay Satjakul Sianglam Worayut Kapunya                               | Indonésie Muhammad Nur Fathoni Puguh Admadi Reno Yudha Sansoko                   |
| Poursuite             | Eiman Firdaus Zamri                                                                | Nur Aiman Zariff                                                                           | Sarawut Sirironnachai                                                            |
| Poursuite par équipes | Malaisie Eiman Firdaus Zamri Irwandie Lakasek Nur Aiman Zariff Afiq Huznie Othman  | Thaïlande Sarawut Sirironnachai Yuttana Mano Thurakit Boonratanathanakorn Navuti Liphongyu | Indonésie Aiman Cahyadi Eko Bayu Nur Hidayat Fatahillah Abdullah Robin Manullang |
| Scratch               | Irwandie Lakasek                                                                   | Thurakit Boonratanathanakorn                                                               | Thanawut Sanikwathi                                                              |
| Omnium                | Calvin Sim                                                                         | Sofian Nabil Mohd Bakri                                                                    | Nandra Eko Wahyudi                                                               |
| Femmes                |                                                                                    |                                                                                            |                                                                                  |
| 500 mètres            | Fatehah Mustapa                                                                    | Crismonita Dwi Putri                                                                       | Santia Tri Kusuma                                                                |
| Keirin                | Fatehah Mustapa                                                                    | Farina Shawati Adnan                                                                       | Watinee Luekajorn                                                                |
| Vitesse               | Fatehah Mustapa                                                                    | Farina Shawati Adnan                                                                       | Uyun Muzizah                                                                     |
| Vitesse par équipes   | Malaisie Farina Shawati Adnan Fatehah Mustapa                                      | Indonésie Crismonita Dwi Putri Santia Tri Kusuma                                           | Thaïlande Chaniporn Batriya Pannaray Rasee                                       |
| Omnium                | Jutatip Maneephan                                                                  | Luo Yiwei                                                                                  | Jupha Somnet                                                                     |

### BMX
| Épreuve    | Or                    | Argent                   | Bronze                |
| ---------- | --------------------- | ------------------------ | --------------------- |
| Hommes     |                       |                          |                       |
| Course BMX | I Gusti Bagus Saputra | Nonthakon Inkhokshong    | Daniel Caluag         |
| Femmes     |                       |                          |                       |
| Course BMX | Elga Kharisma Novanda | Chutikan Kitwanitsathian | Noor Quraataina Mamat |

## Tableau des médailles
Légende
- Le pays organisateur est en bleu lavande

| Rang  | Nation      | Or | Argent | Bronze | Total |
| ----- | ----------- | -- | ------ | ------ | ----- |
| 1     | Malaisie    | 13 | 10     | 3      | 26    |
| 2     | Thaïlande   | 2  | 7      | 6      | 15    |
| 3     | Indonésie   | 2  | 2      | 7      | 11    |
| 4     | Viêt Nam    | 2  | 0      | 2      | 4     |
| 5     | Singapour   | 1  | 1      | 1      | 3     |
| 6     | Philippines | 0  | 0      | 1      | 1     |
| Total | Total       | 20 | 20     | 20     | 60    |